# Edouard Rozovski
Edouard Rozovski, né le 14 décembre 1926 à Léningrad (Union soviétique) et mort le 26 juillet 2011 dans le raïon de Vsevolojsk (oblast de Léningrad, Russie), est un directeur de la photographie et cadreur soviétique et russe, dont les principaux crédits de film incluent Le Tarzan des mers et Le Soleil blanc du désert.

## Biographie
Le père d'Edouard Rozovski est Zinovi Efimovitch Zucker (né en 1904 et fusillé le 23 octobre 1937) et sa mère, Nonna (Anna) Naoumovna Meckel (1904-1994), tous les deux d'origine juive. Sa mère épouse en secondes noces Alexandre Evseïevitch Rozovski (1902-1944), ingénieur, qui lui donne son nom plus tard. Au début de la Grande Guerre patriotique, le jeune Edouard, sa mère et des membres de la famille Zucker sont évacués ensemble au Tatarstan.
Il étudie à l'Institut d'État russe de la cinématographie (VGIK) (actuellement dénommé Institut de la cinématographie Guerassimov). Il commence sa carrière au studio de cinéma Lennauchfilm, où il débute comme cadreur. Il rejoint ensuite le studio Lenfilm, où il travaille comme directeur de la photographie.
Edouard Rozovski est crédité en tant que directeur de la photographie sur plus de quatre-vingts films, s'étalant sur plusieurs décennies. Ses films les plus connus incluent Le Soleil blanc du désert, Le Tarzan des mers, Le Septième Compagnon, Caïn XVIII et Le Chef de la Tchoukotka. Il est plus tard le président du département de cinéma à l'Université d'État du cinéma et de la télévision de Saint-Pétersbourg. Il est nommé artiste du peuple de la fédération de Russie en 1997 pour son travail.
Edouard Rozovski meurt dans un accident de voiture lorsqu'il perd le contrôle de son Opel Astra sur l'autoroute reliant la ville de Saint-Pétersbourg à sa maison de campagne à Priozersk. On ignore s'il est meurt des suites d'un accident de voiture ou si son cœur s'est arrêté. Il était âgé de 84 ans. Il est inhumé au cimetière de Komarovo.

## Filmographie partielle

### Au cinéma
- 1961 : Le Tarzan des mers
- 1963 : Caïn XVIII
- 1966 : Le Chef de la Tchoukotka
- 1967 : Le Septième compagnon
- 1969 : Le Soleil blanc du désert de Vladimir Motyl
- 1973 : Les Vieux Murs (Старые стены) de Viktor Tregoubovitch
- 1974 : Le Tsarévitch Procha
- 1977 : Réciprocité (Obratnaia sviaz) (également acteur)
- 1980 : Mon papa est un idéaliste
- 1989 : Don César de Bazan

### À la télévision
- 1981 : Sylva (Сильва) de Ian Frid
- 1989 : Le Prisonnier du château d'If (mini-série)

## Récompenses et distinctions
- (en) Edouard Rozovski: Awards, sur l'Internet Movie Database